# 島根県道197号木次直江停車場線
島根県道197号木次直江停車場線（しまねけんどう197ごう きすきなおえていしゃじょうせん）は、島根県雲南市から出雲市に至る一般県道である。

## 概要
雲南市木次町里方から出雲市斐川町上直江に至る。

### 路線データ
- 起点：島根県雲南市木次町里方（里熊大橋交差点、国道54号交点、島根県道45号安来木次線終点、島根県道156号木次横田線起点）
- 終点：島根県出雲市斐川町上直江（JR西日本山陰本線 直江駅、島根県道275号十六島直江停車場線終点）

## 路線状況

### 重複区間
- 島根県道157号出雲大東線（雲南市加茂町神原 - 出雲市斐川町阿宮（あぐ））
- 島根県道183号斐川上島線（出雲市斐川町阿宮）
- 簸川南地区広域農道（出雲市斐川町出西 - 出雲市斐川町神氷）
- 国道9号（出雲市斐川町富村・富村交差点 - 出雲市斐川町富村）

### 道路施設

#### 橋梁
- 後谷橋（後谷川、出雲市）

## 地理

### 通過する自治体
- 島根県
  - 雲南市 - 出雲市

### 交差する道路
| 交差する道路                                                              | 市町村名 | 交差する場所       | 交差する場所          |
| ------------------------------------------------------------------------- | -------- | ------------------ | --------------------- |
| 国道54号 島根県道45号安来木次線 島根県道156号木次横田線                   | 雲南市   | 木次町里方         | 里熊大橋交差点 / 起点 |
| 島根県道157号出雲大東線 重複区間起点                                      | 雲南市   | 加茂町神原         |                       |
| 島根県道157号出雲大東線 重複区間終点 島根県道183号斐川上島線 重複区間起点 | 出雲市   | 斐川町阿宮（あぐ） |                       |
| 島根県道183号斐川上島線 重複区間終点                                      | 出雲市   | 斐川町阿宮         |                       |
| 簸川南地区広域農道 / 出雲ロマン街道 重複区間起点                          | 出雲市   | 斐川町出西         |                       |
| 簸川南地区広域農道 / 出雲ロマン街道 重複区間終点                          | 出雲市   | 斐川町神氷         |                       |
| 国道9号 重複区間起点                                                      | 出雲市   | 斐川町富村         | 富村交差点            |
| 国道9号 重複区間終点                                                      | 出雲市   | 斐川町富村         |                       |
| 島根県道275号十六島直江停車場線                                           | 出雲市   | 斐川町上直江       | 終点                  |

### 交差する鉄道
- 山陰本線

### 沿線
- 雲南市役所
- 斐伊川
- JR西日本山陰本線 直江駅